# B region
Nella letteratura anglosassone le parti di strutture, dove è applicabile l'ipotesi di Bernoulli vengono chiamate B regions. La B sta per Bernoulli, beam, bending. 
In tali regioni prevale un regime alla de Saint Venant e perciò valgono i risultati forniti dalle teorie classiche (de Saint Venant, Germain - Lagrange, Airy). Antonio Cirillo a corollario della sua teoria MCM ha proposto nel 2018 di diversificare le B regions in BT con fibre solo tese, BC con fibre solo compresse, BB che rappresentano un concio tipico di un elemento inflesso, con fibre tese su un bordo e compresse su un altro. La B è restata in onore al fisico Bernoulli ma viene contestata l'analogia idrodinamica in quanto all'interno della struttura non vi sono flussi ma 'catene' tese o compresse che seguono all'incirca le linee isostatiche di trazione e compressione e seguono in generale traiettorie curvilinee.. 
Dai risultati di un'analisi elastico-lineare di una generica struttura, risulta che le B regions presentano campi di tensioni regolari per traiettoria ed intensità e si distinguono dalle D regions o zone di discontinuità, che sono caratterizzate da concentrazioni di tensione la cui intensità decresce progressivamente allontanandosi dalla zona di disturbo (carico concentrato attivo o reattivo, brusco cambio di sezione, presenza di aperture, carico di precompressione).
Pertanto in una stessa struttura si individuano B regions e D regions le cui sezioni di separazione possono essere assunte ad una distanza pari a circa l'altezza dell'elemento strutturale a partire dall'origine del disturbo.
In fase fessurata (fase II) lo studio di una zona B può essere effettuato con il metodo del traliccio equivalente che per queste zone, in letteratura viene definito truss model.
Il truss model può essere utilizzato anche per lo studio di B regions in fase I (fase non fessurata), in questo caso il traliccio sarà differente da quello ottenuto in fase II.